# Voyage à Rome
Pour plus de détails, voir Fiche technique et Distribution.
Voyage à Rome est un film français réalisé par Michel Lengliney et sorti en 1992.

## Synopsis
Lorsque sa mère lui annonce qu'elle veut divorcer à 70 ans, Thierry est effaré : « Maman, on ne divorce pas à ton âge ! » « Et alors ? Y'a pas d'âge !... » Thierry fait tout pour l'en dissuader. Une nuit, pendant que son père dort, il la surprend en train de faire ses valises. À bout d'arguments, il lui fait alors miroiter la possibilité d'un voyage. Et le lendemain, le Range Rover file sur l'autoroute, direction Rome, pour aller voir le Pape ! La mère n'a jamais voyagé de sa vie ! Alors pour cette gamine septuagénaire, tout a la saveur de la surprise.

## Fiche technique
- Titre : Voyage à Rome
- Réalisation : Michel Lengliney, assistants : François Basset, Christophe Douchand
- Scénario : Isabelle Mergault, Michel Lengliney, Jean-Claude Islert
- Production : Magic Films Productions, TF1 Films Productions, M6 Films, Canal+
- Photographie : André Neau
- Son : Jean-Michel Chauvet
- Musique : Philippe Haïm
- Décors : Giuseppe Ponturo
- Genre :  comédie dramatique
- Date de sortie : 25 novembre 1992 (France)

## Distribution
- Gérard Jugnot : Thierry
- Suzanne Flon : La mère
- François Périer : Le père
- Arlette Didier : La bouchère
- Jean Périmony
- Michel Caccia